# パキラ属
パキラ属（パキラぞく、学名: Pachira）は、アオイ科の属の1つである。中南米原産の木本である。

## 特徴
原産地の中南米では河岸などに見られ、雨季には水没するが、水に非常に強いため何か月も水に浸かったままでも根が腐ることはない。観葉植物として人気が高い。
約77種があり、原産地では約10m以上にもなる種もある。
幹は太く緑色で葉の枚数は5～7枚である。パキラの種子は楕円形で川の流れを利用して移動し河岸にたどり着いたところで芽を出す。

## 花言葉
パキラの花言葉は「快活」「勝利」。
パキラを売ったらお金持ちになったという言い伝えからお金をもたらす幸運な木ということで「発財樹(Money tree)」という別名がある。

## 利用

### 種子の毒性
カイエンナッツは、英名の通り現地においては種子が食利用された歴史もあり、食用とされることがあるが、種子には微量ながら、ジャガイモの発芽部分と同種の、ステロイドアルカロイド配糖体であるソラニン系毒素がある事が判明しており、摂取した場合中毒症状を引き起こす可能性がある。発芽前のパキラ系種子を食用にしている地域は現在でも一部存在するが、中南米や台湾など多くの国々で食用利用が禁止されている。しかし大型種子自体の購入は容易に出来る為に注意が必要であり、ソラニンは加熱等により分解が出来るものの、安易な摂取は極力控えるべきである。

### 栽培
亜熱帯原産の植物であり寒さにはやや弱く、室内栽培においても10℃前後の温度が好ましい。耐陰性がある為、日陰でも栽培可能だが、その際は日照不足に注意する事。強靭な体質を持ち、頻繁に新芽を出すことが出来る為、すべての葉をカットした場合でも、栄養状態が良く、尚且つ幹自体が生きてさえいれば、枝の側面の葉の茎が付いていた節目の上が膨らみ始め、新芽を出してくるため、容易に再生し、時間が経てば、完全に元に戻せる。従って、しおれや変色の症状が出た場合でも、切り戻しによる再生治療が容易に可能である。また、暫く育てていると、幹から、新しい枝を生やすこともある。さらに切り戻しで、切り取った枝を挿し木にすることもでき、水や置場所の管理をきっちりとすれば、根が出て新しい芽を生やすようになる。
主に日本で流通している物はカイエンナッツ Pachira aquatica 種の幼木状態を維持したもので、観葉植物として多く目にするポピュラーな種類である。比較的成長が早く、栽培が容易であり外見も美しい事から、日本では小～中サイズの観葉植物として人気が高い。自然成長されたものから、数本の幹を三つ編み状にしたもの、通常の鉢植えからハイドロカルチャーまで、様々な形で流通しており、園芸店やホームセンターのみならず、雑貨店等でも購入できる。
一方、挿し木による栄養苗も流通している。こちらは実生苗とは大きく性質が異なる物となっており、株元の肥大はなく、成長が極端に遅く、花も咲かせないなどの性質を有する。通常挿し木で得た栄養苗がこのようなことになる例は他では見られず、なぜパキラではこのような現象が起こるのかは植物学の専門家の間でさえ現在でも謎のままであり詳細は解明されていない。しかし、長年ほとんど成長しないこの性質はグリーンインテリアなどには最適な面もある。このような用途をする植物の場合、短期間で成長してしまうと、剪定処理や他の物との差し替えなどが必要になってしまうが、パキラの栄養苗は長年にわたりほとんど成長しないうえに簡単に枯れたりもしない堅強さもあるので、こうした用途には最適な存在となっている。

## 主な種
Pachira glabra
観葉植物として一般的に流通している。下記のP. aquaticaと混同されて流通していることも多いが、P. aquaticaはおしべが赤くなり、白いおしべのP. glabraとは異なっている。
カイエンナッツ Pachira aquatica （シノニム P. macrocarpa）
原産地では種子を煎って食用にする事があるが、有毒とされる為大量に食す事は推奨されない。
ポチョテ Pachira quinata
生け垣に使われる。